# اوووبوک (استان لهستان بزرگ‌تر)
اوووبوک (به لهستانی:  Ołobok) یک روستا در لهستان است که در گمینا شروشویتسه واقع شده‌است. اوووبوک ۷۵۰ نفر جمعیت دارد.